# Dezyderiusz Danczowski
Dezyderiusz Danczowski (* 16. März 1891 in Battonya; † 25. August 1950 in Trzcińsko-Zdrój) war ein polnischer Cellist und Musikpädagoge.
Danczowski besuchte das Lemberger und das Leipziger Konservatorium und debütierte 1909 in Leipzig mit Dvořáks Cellokonzert. Bis 1914 war er Konzertmeister der Cellogruppe der Leipziger Philharmoniker. In der Zeit des Ersten Weltkrieges lebte er in Russland und hielt sich in Kiew, Odessa und Taganrog auf.
1918 kam er nach Posen. Hier war er Mitglied im Orchester des Operntheaters und eines Streichquartetts (mit Zdzisław Jahnke, Tadeusz Gonet – später Władysław Witkowski und Tadeusz Szulc – später Jan Rakowski) und unterrichtete ab 1920 am Konservatorium. Von 1923 bis 1933 leitete er eine Klasse für Cello und Kammermusik an der Musikschule in Cincinnati.
Von 1933 bis 1935 wirkte Danczowski als Cellist im Opernorchester und Professor für Cello am Konservatorium von Lemberg. Danach nahm er seine Tätigkeiten am Konservatorium, im Opernorchester und als Mitglied des Streichquartetts in Posen wieder auf.
In der Zeit des Zweiten Weltkrieges gab er in Warschau im Untergrund Musikunterricht. Nach einem Jahr in Krakau wurde er 1946 Professor an der Staatlichen Musikhochschule in Posen und Konzertmeister an der Posener Oper, auch seine Tätigkeit im wiederbelebten Streichquartett nahm er wieder auf. Seit 1974 findet in Posen der nationale Dezyderiusz-Danczowski-Wettbewerb für Cellisten statt.